# Home Park
El Home Park , es un estadio de fútbol situado en la ciudad de Plymouth, Inglaterra, Reino Unido. Fue inaugurado en 1893 (aunque sucesivamente reformado, siendo la más reciente en 2019) y cuenta con una capacidad de 19976 espectadores.
Alberga los encuentros como local del Plymouth Argyle Football Club desde 1901.